# Großsteingrab Rustow
Das Großsteingrab Rustow war eine megalithische Grabanlage der jungsteinzeitlichen Trichterbecherkultur bei Rustow, einem Ortsteil von Loitz im Landkreis Vorpommern-Greifswald (Mecklenburg-Vorpommern). Es wurde vermutlich im 19. Jahrhundert zerstört. Die Existenz des Grabes wurde in den 1820er Jahren durch Friedrich von Hagenow handschriftlich erfasst. Seine Notizen, die den Gesamtbestand der Großsteingräber auf Rügen und in Neuvorpommern erfassen sollten, wurden 1904 von Rudolf Baier veröffentlicht. Die Anlage bei Rustow wurde dabei nur listenartig aufgenommen. Ihre genaue Lage, Maße und Ausrichtung sind unbekannt. Vermerkt ist lediglich, dass es sich um einen Großdolmen mit einer ovalen steinernen Umfassung gehandelt hat.
Die Anlage von Rustow war Teil einer größeren Gruppe von Megalithgräbern, die sich südwestlich von Greifswald zwischen Dargelin im Osten und Düvier im Westen erstreckt.